# Người Makassar
Người Makassar (còn gọi là Macassar, Mangasara, Mengkasara, Taena, Tena, hoặc Gowa) là một nhóm dân tộc sinh sống ở phía Nam bán đảo Nam Sulawesi (trước đây gọi là Celebes) ở Indonesia. Họ sống quanh thành phố Makassar là thủ phủ của tỉnh Nam Sulawesi, cũng như ở cao nguyên Konjo, các khu vực ven biển, và các đảo Selayar (Saleyer) và Spermonde.
Người Makassar nói tiếng Makassar, một ngôn ngữ có liên quan chặt chẽ đến tiếng Bugis và cùng với một thổ ngữ của tiếng Malay được gọi là Makassar Malay. Tiếng Makassar được phân loại trong nhánh Nam Sulawesi trong nhóm ngôn ngữ Malay-Sumbawa thuộc ngữ tộc Malay-Polynesia của ngữ hệ Nam Đảo .

## Ngôn ngữ

### Tiếng Makassar
Tiếng Makassar, cũng được gọi là "Basa Mangkasara", mã ISO: mak, là ngôn ngữ chính của người Makassar vùng Nam Sulawesi, Indonesia. Ngôn ngữ này được phân loại là một phần của chi nhánh Makassar của chi nhánh Nam Sulawesi, thuộc ngữ tộc Malay-Polynesia của ngữ hệ Nam Đảo (Austronesia) .

### Tiếng Makassar Malay
Tiếng Makassar Malay, thường được gọi là "Logat Makassar" (Makassar Dialect) mã ISO: mfp, là một thổ ngữ của tiếng Malay. Ngôn ngữ này được sử dụng như là ngôn ngữ thương mại tại cảng Makassar, Nam Sulawesi. Số lượng người nói đạt được 1.889 triệu người vào năm 2000 và một số lượng ước tính số người dùng này đang tiếp tục phát triển, có thể đạt đến 3,5 triệu người. Ngôn ngữ này chủ yếu được sử dụng bởi người nhập cư từ bên ngoài vào thành phố Makassar, và cư dân ở phần nam bán đảo Sulawesi, phần lớn là các cư dân trẻ và những người không thạo tiếng Makassar.